# Ückeritz
Ückeritz est une commune de l'arrondissement de Poméranie-Occidentale-Greifswald, Land de Mecklembourg-Poméranie-Occidentale.

## Géographie
La commune se situe sur l'île d'Usedom entre la mer Baltique et l'Achterwasser.
Elle se compose de la station balnéaire éponyme, des quartiers de Stagnieß et Neu Pudagla.

## Histoire
La première mention écrite de la commune date du 15 mars 1270 en tant que Ukerz, qui signifie « ville frontalière ». Dans ce document, l'évêché de Carmin échange à la demande de Barnim Ier le Bon ce village et cinq autres (Balmer See près de Balm, Mellenthin, Loddin, Suckow, Krienke) contre Damerow, près de Nowogard, en Poméranie occidentale, propriété du monastère de Grobe qui appartient à la ville d'Usedom. En 1388, Bogusław VI de Poméranie confirme cet échange.
Après la guerre de Trente Ans, le village est presque anéanti, il ne reste plus que quelques habitants. Il fait partie à la suite des traités de Westphalie de la Poméranie suédoise puis revient à la Prusse après les traités de Stockholm en 1720.
Ückeritz se développe en devenant un village de pêcheurs de la Baltique plutôt que l'Achterwasser comme avant. En 1892, c'est une station balnéaire.
Sous la République démocratique allemande, le camping est privilégié le long de la dune, devenant l'un des plus grands d'Europe avec 20 000 campeurs sur 13 hectares. Aujourd'hui, en accord avec la station balnéaire de Heringsdorf, Bansin est beaucoup moins grand et toujours indépendante de la ville historique.
Au cours des années 1930, Ückeritz accueille de nombreux peintres tels que Herbert Wegehaupt, Otto Manigk, Karen Schacht et Vera Kopetz.